# Ayenia saligna
Ayenia saligna là một loài thực vật có hoa trong họ Cẩm quỳ. Loài này được Dorr mô tả khoa học đầu tiên năm 1996.